# 特里克斯特岩
特里克斯特岩（英語：Trickster Rocks），是南極洲的岩石，位於葛拉漢地的葛拉漢海岸，處於查維斯島西北面1.9公里的格朗迪迪埃海峽，由英國南極名稱諮詢委員會命名，現時由南極條約體系管理。